# Cantó d'Annecy-le-Vieux
El cantó d'Annecy-le-Vieux és un cantó del departament francès de l'Alta Savoia, a la regió d'Alvèrnia-Roine-Alps. Està inscrit al districte d'Annecy, té 14 municipis i el cap cantonal és Annecy-le-Vieux.

## Municipis
- Alex
- Annecy-le-Vieux
- Argonay
- Bluffy
- Charvonnex
- Cuvat
- Dingy-Saint-Clair
- Menthon-Saint-Bernard
- Nâves-Parmelan
- Pringy
- Saint-Martin-Bellevue
- Talloires
- Veyrier-du-Lac
- Villy-le-Pelloux

## Història
| Data d'elecció                           | Identitat          | Partit              | Qualitat |
| ---------------------------------------- | ------------------ | ------------------- | -------- |
| 1973-1992                                | Jean Brocard       | RI, després UDF     |          |
| 1992-1998                                | Bernard Accoyer    | RPR                 |          |
| 1998-                                    | Antoine de Menthon | UDF-PR, després UMP |          |
| les dades anteriors no són pas conegudes |                    |                     |          |
|                                          |                    |                     |          |